# Џенкс (Оклахома)
Џенкс (енгл. Jenks) град је у америчкој савезној држави Оклахома.

## Демографија
По попису из 2010. године број становника је 16.924, што је 7.367 (77,1%) становника више него 2000. године.
| Група             | 2000.         | 2010.          |
| Белци             | 8.183 (85,6%) | 13.584 (80,3%) |
| Афроамериканци    | 151 (1,6%)    | 474 (2,8%)     |
| Азијати           | 77 (0,8%)     | 386 (2,3%)     |
| Хиспаноамериканци | 394 (4,1%)    | 815 (4,8%)     |
| Укупно            | 9.557         | 16.924         |